# Ponte Santa Isabel

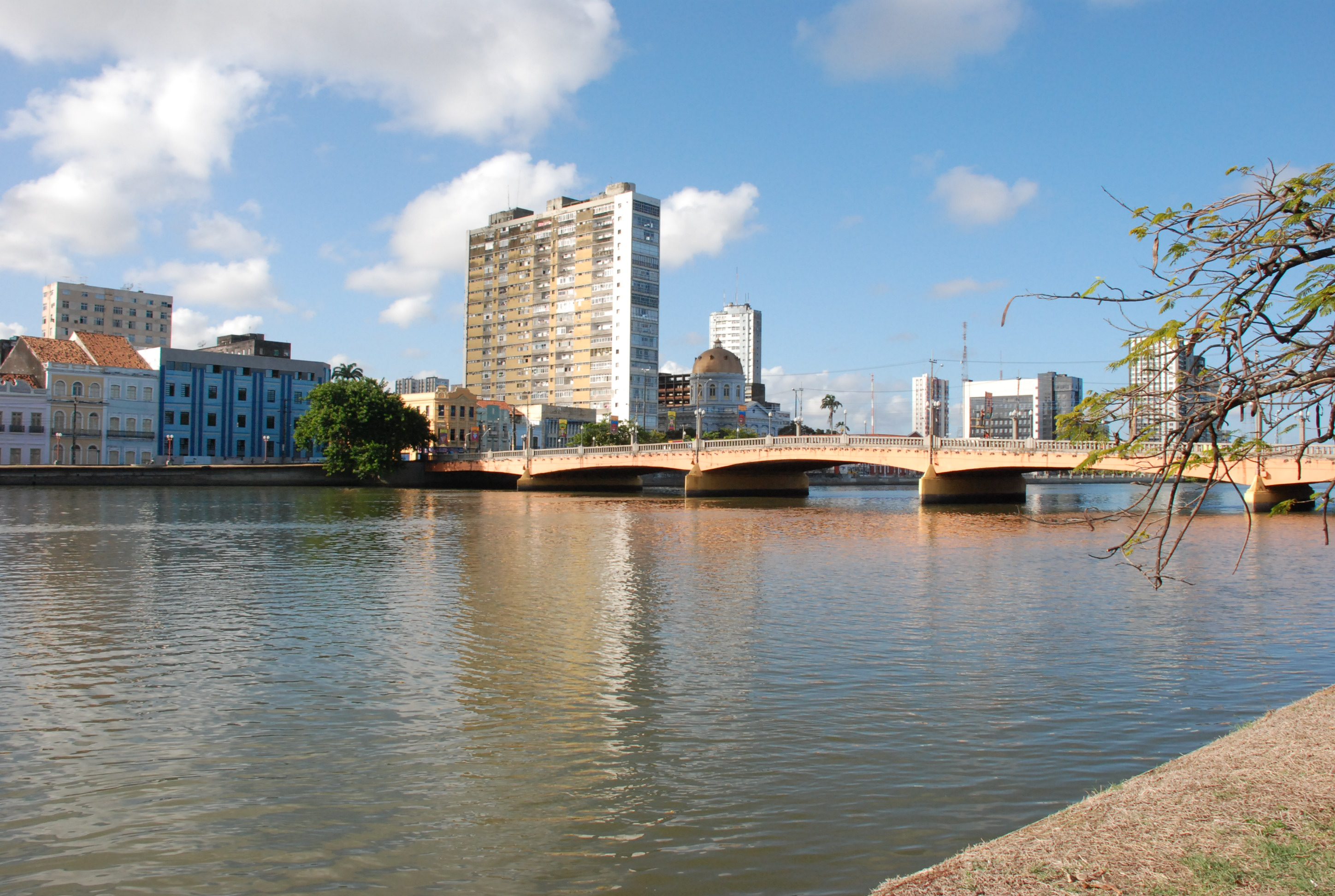
Ponte Santa Isabel

A Ponte Santa Isabel é uma das pontes urbanas recifenses sobre o Rio Capibaribe.
É a última ponte sobre o rio Capibaribe, antes de sua junção com o Rio Beberibe, atrás do Palácio do Campo das Princesas.
Seu projeto original foi do engenheiro francês Louis Léger Vauthier e a construção feita a cargo do engenheiro inglês William Martineau. Foi a primeira ponte de ferro do Recife.

## Cronologia
- Inaugurada em 2 de dezembro de 1863.
- Reconstruída em 1913, durante o governo de Dantas Barreto.
- Foi reestruturada em 1967, na administração do prefeito Augusto Lucena, após ser danificada depois de duas enchentes do Rio Capibaribe em 1965 e 1966.

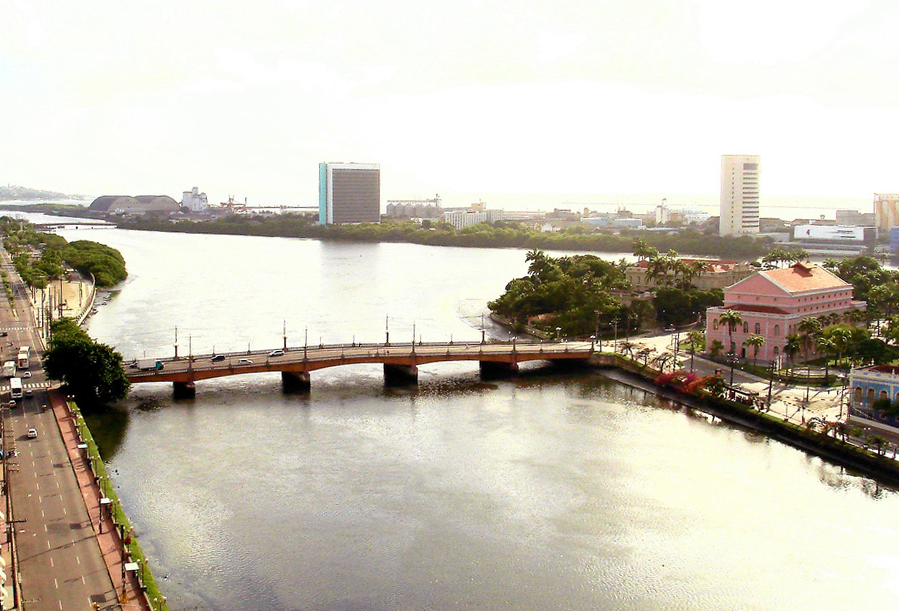
Ponte Santa Isabel. O Teatro de Santa Isabel, de cor rosa, é visto à direita na imagem.